# Lluís Lliboutry
Lluís Lliboutry (Perpinyà, 1924 - 17 d'agost de 2006) va ser un funcionari de telecomunicacions i polític.
Fou membre de la URC (Unió per una Regió Catalana), una mena de reagrupament de personalitats, generalment polítics, d'horitzons diversos, per promocionar un projecte de "Regió catalana". Fou tinent batlle de Perpinyà amb Paul Alduy. Adjunt del batlle de Perpinyà, fou creador, amb Josep Deloncle, del museu de la Casa Pairal del Castellet i, entre les coses importants que va fer des de l'ajuntament de Perpinyà, juntament amb Josefina Matamoros, fou la creació del Centre de Documentació i d'Animació de la Cultura Catalana (CDACC) de la vila de Perpinyà. Va formar part de la Fundació de la UCE. També va ser president de la Federació per a la Defensa de la Llengua i de la Cultura Catalanes. El 2001 va rebre el Premi Joan Blanca de part de la Regidoria Cultura catalana de Perpinyà.